# Country Blues
Country Blues ist der Oberbegriff für eine Stilrichtung des Blues mit Elementen aus der Country-Musik. Ursprünglich gegen Ende der 1890er Jahre in den ländlichen Regionen der amerikanischen Südstaaten entstanden, wurde er ab der zweiten Hälfte der 1920er Jahre durch Aufnahmen in den USA weit verbreitet und löste in seiner Popularität den Vaudeville Blues der frühen Bluessängerinnen ab.

## Entstehung
Der Country Blues entstand unmittelbar um die Wende zum 20. Jahrhundert aus Elementen tradierter afrikanischer Musiken, Minstrel, europäischem Liedgut und Kirchenmusik. Allgemein wird der Country Blues in drei Regionalstile untergliedert, den Delta Blues aus Mississippi, den Texas Blues sowie den Piedmont Blues (Ostküste).
Der früheste namentlich bekannte Country-Blues-Musiker war Henry Sloan, der etwa ab 1897 aktiv war. Er war auch der musikalische Ziehvater Charley Pattons, der ungefähr ab 1906 von der Musik lebte und den Delta Blues definierte.
Die erste bekannte Aufnahme eines Country-Blues-Musikers stammt von Papa Charlie Jackson aus dem Jahr 1924. Erst dem bedeutendsten Vertreter des Texas Blues, Blind Lemon Jefferson, gelang es ab 1926 als erstem Country-Blues-Musiker, durch seine Aufnahmen weithin bekannt zu werden. In den Südstaaten der USA fand der Country Blues weitere Verbreitung, nachdem Plattenfirmen aufgrund des Erfolgs von Jefferson damit begonnen hatten, Schellackplatten schwarzer Künstler für ein afroamerikanisches Publikum zu produzieren.
Der Country Blues verdrängte zunehmend den zuvor populären Vaudeville Blues der 1910er Jahre, der meist von Frauen gesungen und von Bands oder Orchestern begleitet wurde. Im Country Blues begleiteten sich die Musiker selbst auf der Gitarre, nur gelegentlich ergänzt von einer zweiten Gitarre, der Mundharmonika oder einer Fiddle. Der im Vergleich weniger professionelle, „rauhe“ Vortrag wurde wegen seiner Authentizität besonders geschätzt.

## Wirkung
In den 1930er Jahren entwickelte sich in den größeren Städten aus dem Country Blues der Urban Blues (später Rhythm and Blues), mittelbar hat der Country Blues auch den Rock ’n’ Roll und über den British Blues auch die Rockmusik beeinflusst.

### Wichtige Vertreter
- Son House (1902?–1988)
- Blind Lemon Jefferson (1893–1929)
- Robert Johnson (1911–1938)
- Tommy Johnson (1896–1956)
- Blind Willie Johnson (1897–1945)
- Leadbelly (1889–1949)
- Blind Willie McTell (1901–1959)
- Sonny Terry (1911–1986)
- Bukka White (1909–1977)